# 毛叶千金榆
毛叶千金榆（学名：Carpinus cordata var. mollis）为桦木科鹅耳枥属下的一个变种。

## 扩展阅读
- 維基物種上的相關：毛叶千金榆